# مری مارول
مری مارول (به انگلیسی: Mary Marvel) یک شخصیت خیالی ابرقهرمان ابتدا در کتاب‌های کامیک آمریکایی منتشر شده توسط فاست کامیکس و در حال حاضر متعلق به دی‌سی کامیکس است. این شخصیت توسط نویسنده اُتو بایندر و طراح مارک سوئیزی خلق شده‌است؛ و برای نخستین بار، در شمارهٔ ۱۸ از ماجراجویی‌های کاپیتان مارول (دسامبر ۱۹۴۲) معرفی شد. این شخصیت یکی از اعضای خانواده مارول / شزم و مرتبط با شخصیت ابرقهرمان کاپیتان مارول / شزم است.
در تصاویر سنتی شزم، مری مارول به عنوان نام خود دیگر مری ویلو بَتسون نوجوان و (نام پذیرفته شده مری برومفیلد)، خواهر دوقلوی بیلی بَتسون تحت نام مستعار کاپیتان مارول به‌شمار می‌رود. مری نیز همانند برادرش از قدرت شزم جادوگر بهره‌مند است، و تنها باید نام این جادوگر را به زبان بیاورد تا تبدیل به مری مارول ابرقدرت بشود.
مری برومفیلد و خانم شزم نخستین حضور سینمایی خود را در دنیای سینمایی دی‌سی و در فیلم شزم! (۲۰۱۹)، با نقش‌آفرینی گریس فولتن و میشل بورت داشتند.